# Michelangelo Gasparini
Michelangelo Gasparini (cca 1670? Lucca – cca 1732? Benátky) byl italský hudební skladatel, zpěvák a pedagog.

## Život
Byl členem hudební rodiny Gasparini. Jeho bratr Francesco Gasparini (1661 - 1727) byl skladatel a pedagog a druhý bratr, Paolo Lorenzo Gasparini (1668 – 1725) byl houslista a violista. Byl žákem varhaníka a hudebního skladatele Giovanniho Legrenzi. Působil převážně v Benátkách.

## Dílo
Opery
- Rodomonte sdegnato, libreto Grazio Braccioli (Benátky, Teatro di San Angelo, 1714)
- Arsace, libreto Antonio Salvi (Benátky, Teatro di San Giovanni Crisostomo, 1718)
- Il Lamano, libreto Domenico Lalli (Benátky, Teatro di San Giovanni Crisostomo, 1719)
- Il più fedel tra gli amici, libreto Francesco Silvani (Benátky, Teatro di San Giovanni Crisostomo, 1724)

Jiné vokální skladby
- Perché mai sì bruna siete (kantáta)
- Santa Vittoria (oratorium)